# Callipotnia incerta
Callipotnia incerta är en fjärilsart som beskrevs av Louis Beethoven Prout 1924. Callipotnia incerta ingår i släktet Callipotnia och familjen mätare. Inga underarter finns listade i Catalogue of Life.